# Schieferrücken-Königstyrann
Der Schieferrücken-Königstyrann (Tyrannus tyrannus) oder auch Königstyrann ist eine ca. 20 cm große und sehr aggressive Vogelart aus der Familie der Tyrannen (Tyrannidae).

## Merkmale
Der Schieferrücken-Königstyrann ist mit einer Länge von 20–23 cm einer der größten Tyrannen. Sein Kopf und die Oberseite sind schwarz. Die Kehle und das Schwanzende sind weiß, während die Brust weißgrau gefärbt ist. Wenn er seine Scheitelfedern sträubt, wird der rote, längliche Fleck sichtbar. Am Ansatz des breiten und flachen Schnabels sind dunkle dicke Haare erkennbar.

## Verbreitung

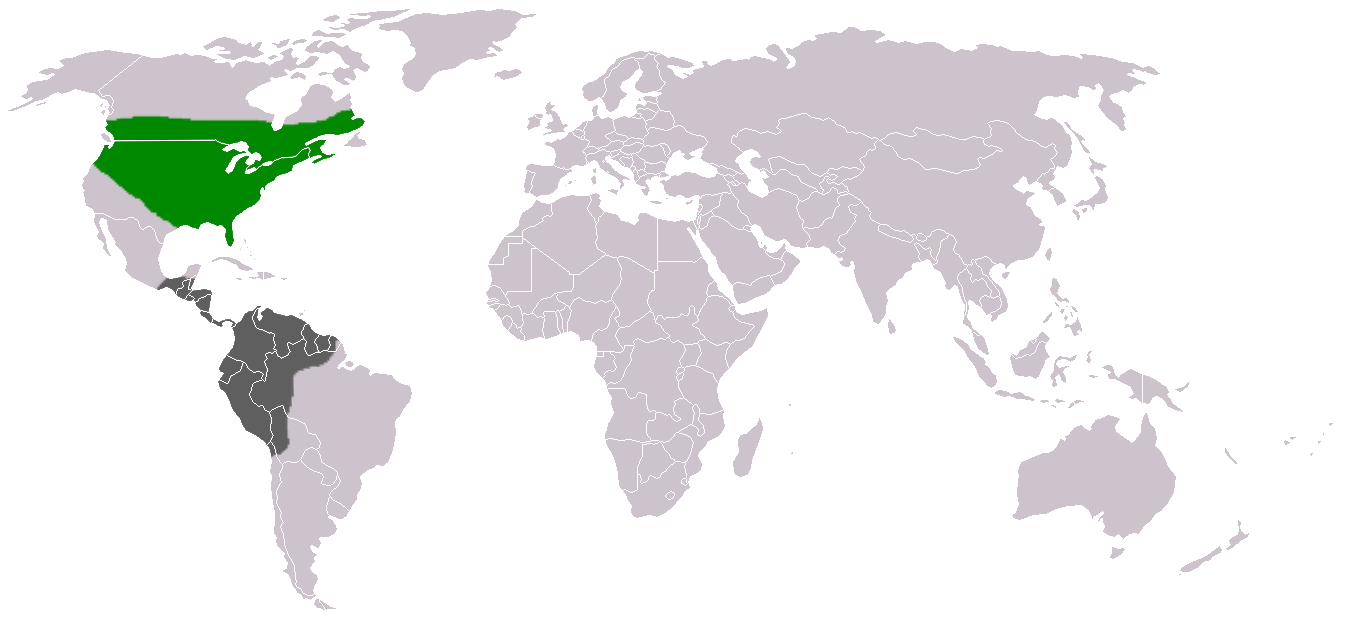
Das Verbreitungsgebiet des Schieferrücken-Königstyrannen
Grün: Sommerverbreitung
Dunkelgrau: Überwinterung

Der Schieferrücken-Königstyrann lebt in den Waldgebieten, Prärien und auch in den Gärten und Parks der großen Städte auf der gesamten Breite des Nordamerikanischen Kontinents vom südlichen Kanada bis Florida. Im Südwesten dehnt sich sein Lebensraum bis nach Texas und New Mexico aus. Im Herbst zieht er in großen Schwärmen nach Südmexiko und in den Nordwesten Südamerikas, um dort zu überwintern. In den Überwinterungsgebieten sind die Vögel sehr friedlich und wohnen in Gemeinschaften von mehreren tausend Vögeln.

## Lebensweise

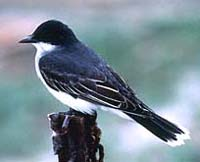
Ein Schieferrücken-Königstyrann mit einem kontrastreichen Gefieder

Der Schieferrücken-Königstyrann trägt seinen Namen nicht grundlos. Er attackiert sogar weitaus größere Greifvögel und schlägt Raben mit Krallen und Schnabel in die Flucht, aber paradoxerweise lässt er Schwalben auch im Brutrevier in Frieden. Man kann ihn oft auf Stacheldrahtzäunen sitzen sehen.

### Fortpflanzung

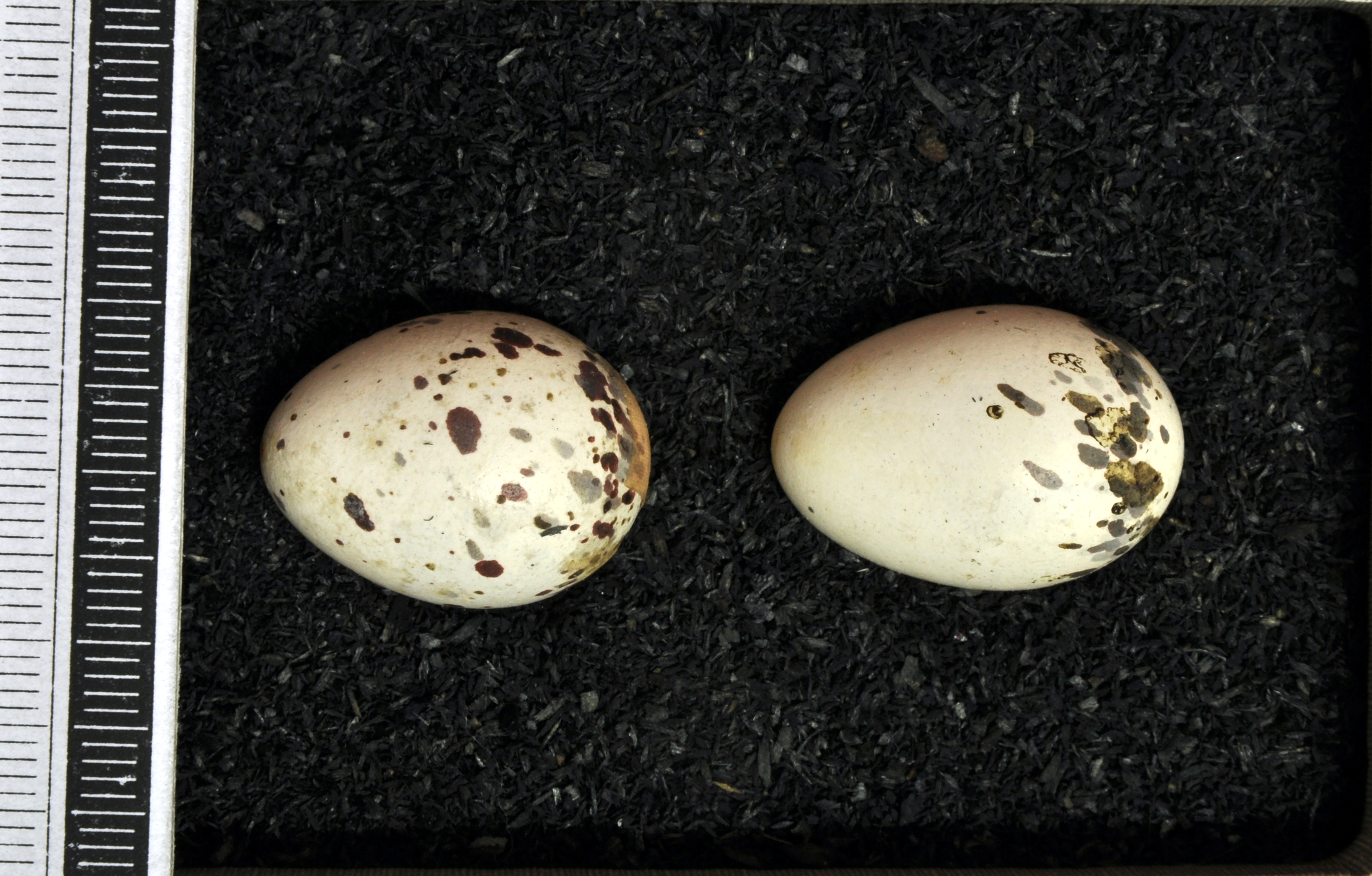
Gelege, Sammlung Museum Wiesbaden

Die Brutzeit des Königstyrannen beginnt im Frühling direkt nach der Rückkehr aus den Überwinterungsgebieten. Die Männchen kämpfen heftig um die Herrschaft in den Revieren. Sobald ein Revierbesitzer ein passendes Weibchen gefunden hat, balzt er fliegend um seine Wunschpartnerin und stellt seine Scheitelfedern auf. 
Das Nest wird von beiden Partnern, meistens auf einem Ast, gebaut. Dazu verarbeiten sie Zweige, Blätter, Gras und Rinde. Die Vertiefung wird vom Männchen mit Federn und weichem Gras ausgelegt, bevor das Weibchen 3–4 weiße oder rosafarbene Eier mit dunkelroten oder braunen Flecken legt. Die Brutdauer beträgt 16–20 Tage; die Nestlingsdauer weitere 14–21 Tage.

### Nahrung
Die Nahrung des Schieferrücken-Königstyrannen besteht hauptsächlich aus Insekten wie Fliegen, Heuschrecken oder Grillen, aber auch Spinnen und Bienen. Gegen Bienenstiche sind sie anscheinend immun. Sie fressen auch Früchte, vor allem im Herbst. Ihre Hauptbeute, Insekten, werden vom Ansitz aus erspäht und blitzschnell erhascht.